# Mignonne
Die Mignonne (bretonisch: Ar Mignonn) ist ein Küstenfluss in Frankreich, der im Département Finistère in der Region Bretagne verläuft. Sie entspringt im Regionalen Naturpark Armorique, im Gemeindegebiet von Saint-Eloy, entwässert generell in westlicher Richtung und mündet nach rund 19 Kilometern im Ortsgebiet von Daoulas in den Ästuar mit dem irreführenden Namen Rivière de Daoulas und somit in den Atlantischen Ozean (Keltische See).

## Orte am Fluss
(in Fließreihenfolge)
- Le Tréhou
- Daoulas